# Turnhout Tigers
Die Turnhout Tigers (bis 2015 White Caps)  sind ein belgischer Eishockeyclub aus Turnhout, der 1981 gegründet wurde und in der Division 1 (Belgien) spielt. Ihre Heimspiele tragen die „Tigers“ im Kempisch IJsstadion aus.

## Geschichte
Die White Caps Turnhout, die 1981 gegründet wurden, wurden erstmals in der Saison 2003/04 Belgischer Meister. In diesem Jahr gewannen sie zudem den Belgischen Pokal. Das Double aus Pokalsieg konnten sie in den Jahren 2007 und 2008 wiederholen, während sie 2009 zum vierten Mal in den letzten fünf Jahren Pokalsieger wurden. In der Saison 2007/08 setzte sich Turnhout mit 4:2 Siegen in der Best-of-Seven-Serie gegen den HYC Herentals durch. 2011 gelang den White Caps zum vierten Mal das Double aus Meisterschaft und Pokal.
2015 wurde die Profimannschaft wieder in den Stammverein eingegliedert, der unter dem Namen Tigers am Spielbetrieb teilnimmt.

## Erfolge
- Belgischer Meister (5): 2004, 2006, 2007, 2008, 2011
- Belgischer Pokal (5): 2004, 2007, 2008, 2009, 2011